# Rudolf-Tonn-Stadion
Rudolf-Tonn-Stadion – wielofunkcyjny stadion w Schwechacie, w Austrii. Został wybudowany w latach 1977–1980 i otwarty 24 maja 1980 roku. Obiekt może pomieścić 7000 widzów, z czego 2608 miejsc jest siedzących. Swoje spotkania na stadionie rozgrywają piłkarze klubów SV Schwechat i FC Mauerwerk.
W związku z planami budowy Ost Autobahn i relokacją koryta rzeki Schwechat konieczne stało się zastąpienie dawnego Germaniastadion nowym obiektem. Rozpoczęcie budowy miało miejsce 6 września 1977 roku, a inauguracja nowej areny nastąpiła 24 maja 1980 roku. Na otwarcie rozegrano spotkanie w ramach ligi austriackiej pomiędzy Austrią Wiedeń, a First Vienna FC (3:0). W 1983 roku stadion był areną 7. Mistrzostw Europy Juniorów w lekkiej atletyce.